# Asphalt 9: Legends
Az Asphalt 9: Legends a Gameloft által fejlesztett 2018-as autóversenyzős videójáték, az Asphalt sorozat kilencedik fő része. Az első kiadás iOS-re 2018. február 26-án, a Fülöp-szigeteken jelent meg, a következő pedig Thaiföldön, 2018. március 22-én. Ugyanebben az évben, május 17-én Androidra, majd Windows 10-re is kiadták. A grafikák sokkal fejlettebbek elődjénél, a 2013-as Asphalt 8: Airborne-nál.

## Játékmenet
A játék hasonló az Asphalt 8: Airborne-hoz, jelentős grafikai megújulással. A játékban van az úgynevezett "Nitro Shockwave", ami az Asphalt 6: Adrenaline és az Asphalt 7: Heat jellemzője volt, de nem került kivitelezésre Asphalt 8-ban. Három vezérlési lehetőség van: a készülék döntésével, érintésével vagy a vadonatúj Touch Drive móddal lehet irányítani a járművet. Minden autó feloldásához és szintemeléséhez úgynevezett Blueprintek, azaz tervrajzok szükségesek.
A játékban először összesen 48 autó volt, azonban a megjelenésekor világszerte bővült még 4 autóval, így 52 autóval jelent meg a játék hivatalosan is. Jelenleg, 2020 májusában 93 autóval versenyezhetünk összesen a játékban. Ezek az autók kategóriákba vannak sorolva: D, C, B, A és S osztály. A játék kezdetekor megkapjuk a D kategória legelső autóját, a Mitsubishi Lancer Evolution X-et.
Az autók most már személyre szabhatóak az új "Customization" lehetőséggel. Ebben a menüpontban egyedi színt, felnit, abroncsot, matricát, lökhárítókat és spoilert rakhatunk az autónkra, amennyiben az támogatja ezeket a lehetőségeket. Lehetőségünk adódik továbbá belépni klubokba, ahol úgynevezett RP-t, azaz "Reputaion Point"-ot szerzünk versenyzéssel, és elérhetünk bizonyos mérföldköveket jutalmakért. Ezek a jutalmak minden seasonben változnak.
Úgynevezett "Special Event"-ekkel is találkozhatunk a játékban, mint például a Bugatti Chiron esemény. Ez volt a legelső ilyen esemény a játék történetében (2018 december). Fél évvel később, 2019 júliusában megjelent a "Drive Syndicate" esemény, majd 2020 februárjában a legelső "Grand Prix", ami a Techrules AT96-tal vette kezdetét. Majd az első Season Pass amit Porsche Taycan Turbo S-nek utal.
Jelenleg 3 versenytípus van összesen a játékban: "Classic", "Time Attack" és "Hunted". A klasszikus versenyben az a lényeg, hogy elsőként érjünk be a célba. Az időfutamban az idő lejárta előtt kell befejeznünk a versenyt. A "Hunted" módban el kell menekülnünk a rendőrök elől, egy bizonyos időn belül.

## Vagyonok
Credit: Bármilyen verseny befejezésével beszerezhető. A járművek fejlesztésére és a "Legend Store"-ból való vásárlásra használatos.
Token: Napi feladatok teljesítésével vagy eventeken szerezhető be. Packek, tervrajzok vagy import kártyák vásárlására használatos.
Trade Coin: Kártyák eladásával szerezhető be. Tervrajzok vagy eposzi import kártyák vásárlására használatos.

## Az autók listája

### D osztály
- Mitsubishi Lancer Evolution
- BMW Z4 LCI E89
- Chevrolet Camaro LT
- Nissan Leaf Nismo RC
- Nissan 370Z NISMO
- KTM X-Bow GTX
- Volkswagen XL Sport Concept
- DS Automobiles DS E-TENSE
- Dodge Challenger 392 Hemi Scat Pack
- Renault DeZir
- Italdesign Davinci
- BMW I8 Roadster
- Peugeot SR1
- Porsche 718 Cayman
- Lotus Elise Sprint 220
- Lamborghini Countach 25th Anniversary
- Ford Shelby GT350R
- Porsche 911 Targa 4S
- Lotus Emira
- Praga R1
- Ginetta G60
- Renault Trezor
- Nissan 370Z Neon Edition
- Honda Civic Type-R
- Porsche Taycan Turbo S
- TVR Griffith
- Bentley continental GT3
- Mazda Furai
- Chevrolet Corvette C7.R
- Lamborghini Huracan Super Trofeo Evo
- Volkswagen I.D. R
- Glickenhaus 004C
- Ford Mustang Mach-E 1400

### C osztály
- Dodge Challenger SRT8
- BMW 3.0 CSL Hommage
- Porsche Boxster 25th Anniversary
- Chevrolet Camaro ZL1 50th Edition
- Lotus Evora Sport 410
- Mercedes-Benz AMG GT S
- BMW M4 GTS
- Rezvani Beast X
- Aston Martin V12 Speedster
- Donkervoort D8 GTO Individual Series
- Dodge Viper ACR
- Bolwell MK X Nagari 500
- Ford Shelby GR-1
- Pininfarina H2 Speed
- Artega Scalo Superelletra
- Saleen S1
- Acura 2017 NSX
- Maserati Alfieri
- Jaguar XJR-15
- Mercedes-Benz 2022 Showcar Vision AMG
- Ferrari Monza SP1
- ATS Automobili Corsa RR Turbo
- Vencer Sarthe
- Jaguar XE SV Project 8
- Ferrari F40
- Maserati MC12
- Renault R.S.01
- Mercedes-Benz CLK GTR AMG
- Acura NSX GT3 Evo
- Bentley Mulliner Bacalar
- Lamborghini Miura Concept
- Porsche 718 Cayman GT4 Clubsport
- Chevrolet Corvette C8 Stingray
- Brabham BT62
- Ferrari 599XX Evolution
- Ares S1
- Lamborghini Diablo GT
- Arrinera Hussayra 33
- Bugatti EB110
- Porsche Panamera Turbo S
- Lamborghini Galardo LP 560-4 2013
- Ferrari 296 GTB
- McLaren GT
- Mercedes-AMG GT Black Series

### B osztály
- Porsche 911 GTS Coupe
- Aston Martin DB11
- Jaguar F-Type SVR
- Ferrari F50
- Exotic Riders W70
- Porsche 911 GT1 Evolution
- Ford GT (2017)
- Lamborghini Asterion
- Ferrari Roma
- Arash AF10
- BMW M4 GT3 (G82)
- Cadillac Cien Concept
- Ford GT Mk II
- Italdesign Zerouno
- McLaren Artura
- Arash AF8 Falcon Edition
- Ferrari 488 GTB
- Kepler Motion
- Drako GTE
- Glickenhaus 003S
- McLaren Elva
- Nissan R390GT1
- Ferrari F12tdf
- Maserati MC20
- Lamborghini Murciélago LP 640 Roadster
- McLaren 765LT
- Chevrolet Corvette Grand Sport
- Apex AP-0
- Aston Martin Vantage GT12
- Apollo IE
- Sin R1 550
- Lamborghini Reventón Roadster
- Ferrari Enzo Ferrari
- Aston Martin One-77
- Apollo N
- Mercedes-Benz SLR McLaren
- Aston Martin DBS SuperLeggera
- Lamborghini Essenza SCV12
- McLaren 600LT Spider
- Puritalia Berlinetta
- McLaren Solus GT
- Lamborghini Invencible
- Lamborghini Huracan Evo Spyder
- Porsche Carrera GT
- Nissan GT-R50 By Italdesign
- Zenvo TSR-S
- Lamborghini Sesto Elemento
- Porsche 911 GT3 RS (991.2)
- Ferrari 488 GTB Challenge Evo
- Lotus Evija
- McLaren F1 LM
- Volkswagen W12 Coupé
- Pagani Huayra R
- Lamborghini Revuelto

### A osztály
- Aston Martin Vulcan
- Nissan GT-R NISMO
- NIO EP9
- Ferrari J50
- Dodge Viper GTS
- Bentley Continental GT Speed
- Ferrari LaFerrari
- McLaren P1
- Pagani Zonda HP Barchetta
- Lamborghini Aventador SV Coupé
- Ferrari 812 Superfast
- Chevrolet Corvette C7 ZR1
- Jaguar C-X75
- VLF Force 1 V10
- McLaren Senna GTR
- Lamborghini Aventador SVJ Roadster
- Porsche 918 Spyder
- Vanda Electrics Dendrobium
- Peugeot 9X8
- Aston Martin DBS GT Zagato
- McLaren 570S Spider
- Lamborghini Aventador J
- Peugeot Onyx
- Pagani Zonda R
- Glickenhaus 007S
- GT by Citroen
- Porsche 935 (2019)
- Aston Martin Victor
- Porsche 911 GT2 RS Clubsport
- Pagani Huayra BC
- McLaren 650S GT3
- Lamborghini SC18 Alston
- Ferrari Laferrari Aperta
- Ferrari F8 Tributo
- Lamborghini SC20
- Genty Akylone
- Techrules AT96 Track version
- Noble M600 Speedster
- Rimac Concept_One
- Aston Martin Valhalla Concept Car
- Pagani Imola
- Team Fordzilla P1
- Lamborghini Countach LPI 800-4
- De Tomaso P72

### S osztály
- Lamborghini Centenario
- Ferrari FXX-K
- Icona Vulcano Titanium
- W Motors Lykan HyperSport
- RAESR Tachyon Speed
- Lamborghini Veneno
- Jaguar XJ220S
- Lamborghini Egoista
- Chrysler ME Four-Twelve
- TRION Nemesis
- Spania GTA 2015 GTA Spano
- Ferrari SF90 Stradale
- FV Frangivento Sorpasso GT3
- McLaren Senna
- Lamborghini Terzo Millennio
- Vision 1789
- W Motors Fenyr Supersport
- Aston Martin Valkyrie
- Zenvo TS1 GT Anniversary
- Rimac Concept S
- Pininfarina Battista
- McLaren Speedtail
- Faraday Future FFZERO1 és Road Test
- Koenigsegg Regera
- Saleen S7 Twin Turbo
- Ultima RS
- Lamborghini Sian FKP 37
- Ajlani Drakuma
- TORINO DESIGN Super Sport
- Inferno Automobili Inferno
- Bugatti Chiron
- BXR Bailey Blade GT1
- Bugatti Divo
- Tushek TS 900 Racer Pro
- Mazzanti Evantra Millecavalli
- Toroidion 1MW
- Inferno Settimo Cerchio
- Koenigsegg Jesko
- Bugatti Centodieci
- Aspark Owl
- Rimac Nevera
- Koenigsegg Agera RS
- SSC Tuatara
- Bugatti Chiron Super Sport 300+
- Bugatti La Voiture Noire
- Deus Vayanne
- Koenigsegg Gemera
- Hennessey Venom F5
- Koenigsegg CC850
- Bugatti Bolide
- Devel Sixteen

## Pályák
A játékban Cairo, Himalayas, Rome, San Francisco, Scotland, Shanghai és US Midwest helyszínek pályáin lehet versenyezni.
Az új pálya pedig Osaka, New York, stb és nem rég jelent meg a Nevada az Asphalt 8-tól

## Esemény
Bugatti Chiron
Koenigsegg Regera
Lamborghini Terzo Millennio
Ferrari Laferrari Aperta
McLaren Senna
Zenvo TS1 GT Anniversary
Pininfarina Battista
Lotus Evija
Porsche Carrera GT
Lamborghini Veneno
Lamborghini Sian fpk 37
BXR Bailey Blade GT1
SSC Tuatara
Aston Martin Valhalla
McLaren Speedtail
Ferrari F8 Tributo
Ferrari SF90 Stradale
Drive Syndicate
Koenigsegg Jesko
Rimac C_Two (Nevera)
Bugatti La Voiture Noire
Grand Prix
Techrules AT96 Track version
Porsche 718 Cayman GT4 Clubsport
Porsche 911 GT2 RS Clubsport
Koenigsegg Jesko
Lamborghini SC18 Alston
Ford GT MK II
Elite Grand Prix (TRION NEMESIS)
Chevrolet C7.R
Bentley Continental GT3
McLaren F1 LM
Ferrari 599XX Evolution
Ferrari 488 GTB Challenge Evo
Lamborghini Huracan Super Trofeo Evo

## Fordítás
Ez a szócikk részben vagy egészben  az   Asphalt 9: Legends című angol Wikipédia-szócikk fordításán alapul.  Az eredeti cikk szerkesztőit annak laptörténete sorolja fel. Ez a jelzés csupán a megfogalmazás eredetét és a szerzői jogokat jelzi, nem szolgál a cikkben szereplő információk forrásmegjelöléseként.